# 普魯士的格奧爾格·腓特烈
普魯士的格奥尔格·腓特烈王子（德語：Georg Friedrich Prinz von Preußen，1976年6月10日—），普鲁士亲王兼德国霍亨索伦家族首领。
格奥尔格·腓特烈是普鲁士王子路易·斐迪南与王妃卡斯特尔女伯爵多娜塔·爱玛的独子，1976年生于不来梅。他一岁多时，父亲因病去世，在1994年祖父路易·斐迪南過世後成为霍亨索伦家族的族長。
格奥尔格·腓特烈年幼时在不来梅和奥尔登堡学习，后来在苏格兰的格莱纳尔蒙学院（Glenalmond College）学习，成绩优秀。在军队服役两年后在萨克森州的弗赖贝格的弗萊貝格工業大學攻读商科。1994年，祖父老路易·斐迪南亲王去世，他于是成为普鲁士王位继承人、霍亨索伦皇室家族首领，称普鲁士亲王格奥尔格·腓特烈一世。
格奥尔格·腓特烈目前居住在柏林，并拥有1500万欧元财产和霍亨索伦城堡的所有权。
2011年1月，格奥尔格·腓特烈宣布与远房表妹，即伊森堡-比尔施泰因亲王弗朗茨·亚历山大的第三个女儿索菲公主（Sophie Johanna Maria，1978年3月7日—）订婚。同年8月25日兩人結婚，有二子一女，是雙胞胎兄弟：
- 長子卡爾·腓特烈，2013年1月20日生於不萊梅；
- 次子路易·斐迪南，2013年1月20日生於不萊梅。
- 长女爱玛·玛丽，2015年4月2日生於不萊梅。
- 三子海因里希·阿尔伯特，2016年11月7日生於不萊梅。

此外，格奥尔格·腓特烈與荷蘭王儲一樣擁有使用奧蘭治親王頭銜的權利；截至2011年，他还是英国王位的第212顺位继承人。